# Aiguille du Jardin
La Aiguille du Jardin (4.035 m) es una montaña en los Alpes, en el macizo del Mont Blanc, Alpes Grayos. Se encuentra en la Cadena de la Aiguille Verte. Se encuentra en la vertiente francesa del macizo. Se puede ascender a la cima partiendo del Refugio de Couvercle (2.687 m)
Según la clasificación SOIUSA, la Aiguille du Jardin pertenece:
- Gran parte: Alpes occidentales
- Gran sector: Alpes del noroeste
- Sección: Alpes Grayos
- Subsección: Alpes del Mont Blanc
- Supergrupo: Macizo del Mont Blanc
- Grupo: Cadena de la Aiguille Verte
- Subgrupo: Grupo Aiguille Verte-Aiguilles du Dru
- Código: I/B-7.V-B.5.c/a